# Marquesado de la Paz
El marquesado de la Paz es un título nobiliario español creado por el rey Felipe V de España, por Real Decreto de 22 de mayo de 1725 con el vizcondado previo de Valdelaguna, a favor de Juan Bautista de Orendáin y Azpilicueta, primer secretario de Estado y del Despacho Universal, por su acierto en el ajuste en la Paz de Viena.

## Denominación
Su nombre hace referencia a la paz aciertada en el ajuste del Tratado de Viena de 1725.

## Marqueses de la Paz
|                                     | Titular                                                                                     | Periodo               |
| Creación por Felipe V               | Creación por Felipe V                                                                       | Creación por Felipe V |
| ----------------------------------- | ------------------------------------------------------------------------------------------- | --------------------- |
| I                                   | Juan Bautista de Orendáin y Azpilicueta                                                     | 1725-1734             |
| II                                  | Francisco Javier de Aguirre y Orendáin                                                      | 1745-1765             |
| III                                 | Francisca Antonia de Aguirre y Orendáin                                                     | 1765-1787             |
| IV                                  | Santiago de Aristeguieta y Aguirre                                                          | 1787-1823             |
| V                                   | Ignacio Ramón de Aristeguieta y Alzolarás                                                   | 1851-1900             |
| VI                                  | Eustasio de Amilibia y Calbetón, Aristeguieta y Blanchon                                    | 1909-1927             |
| Rehabilitación por Francisco Franco |                                                                                             |                       |
| VII                                 | Arcadio Carrasco y Fernández-Blanco, Mena y Dávila, Mena y Balsera, Aristeguieta y Corchado | 1954-1992             |
| VIII                                | María de Guadalupe Carrasco y Romojaro                                                      | 1997-actual titular   |

## Historia de los marqueses de la Paz
- Juan Bautista de Orendáin y Azpilicueta (1683-1734),[1] I vizconde de Valdelaguna y luego I marqués de la Paz, comenzó su carreraen 1700, a los diecisiete años, como paje de bolsa del marqués de Grimaldo, secretario de Estado y del Despacho, que fue su padrino en la Administración de Felipe V, Promovido en 1705 a oficial de la Secretaría de Nueva España del Real Consejo de Indias, en 1706 fue brevemente oficial de la Tesorería Mayor de Guerra, oficial de la Secretaría del Despacho de Guerra y Hacienda en 1706, secretario del Rey Felipe V, secretario de la Junta de Hacienda del Consejo de Indias en 1714, oficial de la Secretaría de Estado y del Despacho Universal en 1715, oficial de la Secretaría del Perú del Consejo de Indias en 1719, oficial primero de la Secretaría de Estado y del Despacho Universal en 1721, secretario de la Reina Isabel de Farnesio desde 1724 en sustitución de su mentor el marqués de Grimaldo, primer secretario de Estado y del Despacho Universal en 1724 durante el breve reinado de Luis I, ese mismo año vuelve al trono Felipe V y le nombra secretario de Estado y del Despacho de Hacienda y superintendente general de la Real Hacienda hasta 1726, en este cargo firma el Tratado de Viena de 1725 por el que el Emperador Carlos VI renunció definitivamente a sus derechos a la Corona de España tras la Guerra de Sucesión y Felipe V le reconoció la soberanía sobre los Países Bajos y los estados italianos, en 1726 vuelve a ser nombrado primer secretario de Estado y del Despacho Universal, cargo en el que permanece hasta su muerte en 1734, consejero del Consejo de Estado desde 1727, notario mayor del Reino desde 1728, firmó el Tratado de Sevilla en 1729 tras la guerra anglo-española de 1727 a 1729 por la que los ingleses intentaron hacerse con la ciudad de Portobelo y los españoles trataron de recuperar Gibraltar, teniente general de Caballería,[2] diputado general de Guipúzcoa en la Junta General de la Provincia celebrada en Azcoitia en 1707, alcalde de la villa de Segura en Guipúzcoa en 1707, juez de alzadas en 1708 y 1725 y alcalde de la Santa Hermandad en 1722 de la villa toledana de Yepes, alcalde de la Universidad de Aya en Guipúzcoa en 1716 y 1728, caballero y comendador de Segura de la Sierra de la Orden de Santiago,[3] caballero y canciller de la Orden del Espíritu Santo de Francia.

1. Casó con Hipólita Teresa Casado y Sendín. Con sucesión extinguida. Le sucedió su sobrino materno:

- Francisco Javier de Aguirre y Orendáin (1716-1765), II marqués de la Paz, señor de la torre de Ugarte y de los mayorazgos fundados por Catalina de Manchola, Domingo Pérez de Idiáquez y José de Zavala, capitán del regimiento de Caballería del Algarve, coronel de Caballería, alcalde y juez ordinario de la villa de Azcoitia, caballero de la Orden de Calatrava (hijo de José Ignacio de Aguirre, Idiáquez y Zavala, superintendente de la Casa de la Moneda de Segovia, y de su esposa María Josefa de Orendáin y Azpilcueta, hermana del I marqués).

1. Casó con María Josefa del Águila Carranza y Díaz del Rincón (1731-   ). Sin descendientes. Le sucedió su hermana:

- Francisca Antonia de Aguirre y Orendáin (1719-1787), III marquesa de la Paz, señora de la torre de Ugarte y de los mayorazgos fundados por Catalina de Manchola, Domingo Pérez de Idiáquez y José de Zavala.

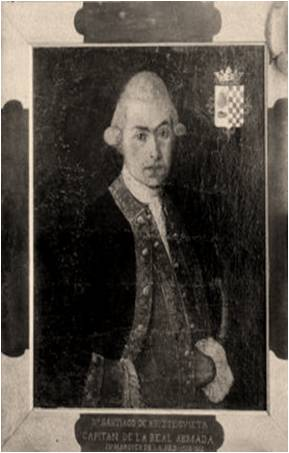
Santiago de Aristeguieta y Aguirre, IV marqués de la Paz, con uniforme de capitán de la Real Armada (escudo con las armas de Aristeguieta y Orendáin y corona marquesal)

1. Casó con su primo hermano Santiago de Aristeguieta y Orendáin (1703-1782), señor del palacio y casa solariega de Aristeguieta en Igueldo en Guipúzcoa, cargador a Indias matriculado en el Consulado de Cádiz,[4] embarcaba mercaderías a gran escala en galeones en el puerto de Cádiz que vendía en las ferias de la ciudad de Portobelo en el Virreinato de Nueva Granada, en la actual Panamá,[5] en 1728 pasó a Caracas al servicio del gobernador y capitán general de la provincia de Venezuela,[6] alcalde y juez ordinario de Aya, alcalde, fiel síndico procurador general y segundo alcalde de Azcoitia, caballero de la Orden de Calatrava, sobrino materno del I marqués de la Paz. Le sucedió su hijo:

- Santiago de Aristeguieta y Aguirre (1750-1823), IV marqués de la Paz, señor del palacio y casa solariega de Aristeguieta, alumno del Real Seminario de Nobles de Madrid,[7] caballero cadete de la Real Compañía de Guardiasmarinas, teniente de la octava brigada de los Reales Ejércitos, participó en la expedición a la Luisiana en 1769 a las órdenes del conde de O'Reilly para sofocar la rebelión profrancesa, capitán de la Real Armada, alcalde, fiel síndico procurador general y segundo alcalde de Azcoitia, regidor de la ciudad de San Sebastián, caballero pensionado de la Orden de Carlos III.[8]

1. Casó primera vez con Ignacia de Gastañaduy y Zamora (1757-1810). Sin descendientes. Casó segunda vez con su sobrina materna María Teresa de Alzolarás y Aristeguieta (1778-1823), nieta materna de los III marqueses de la Paz. Le sucedió su hijo del segundo matrimonio:

- Ignacio Ramón de Aristeguieta y Alzolarás (1819-1900), V marqués de la Paz, propietario del palacio y casa solariega de Aristeguieta.

1. Casó con María de la Concepción López de Santalla y Arriarán (1825-1898). Con sucesión extinguida. Le sucedió su sobrino bisnieto séptimo:

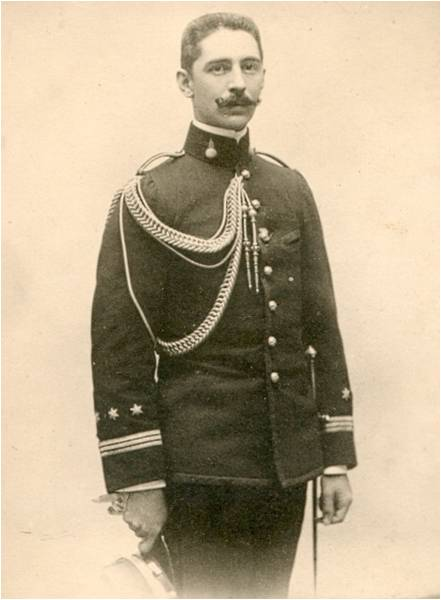
Eustasio de Amilibia y Calbetón, VI marqués de la Paz, con uniforme de capitán de Artillería

- Eustasio de Amilibia y Calbetón, Aristeguieta y Blanchon (1867-1927), VI marqués de la Paz,  capitán de Artillería en la guerra de Cuba, por disposición de Alfonso XIII se hizo constar en su hoja de servicios en 1905 la satisfacción con que el Rey había visto el celo, laboriosidad e inteligencia que demostró con motivo de las escuelas prácticas de su Comandancia, comandante del castillo de la Mota de San Sebastián, teniente coronel de Artillería, consejero de Papelera Española, tres cruces de la Orden del Mérito Militar con distintivo rojo de primera clase, dos de ellas pensionadas por la defensa de Artemisa (Cuba) de las partidas de Maceo y por la defensa de La Habana, medalla conmemorativa de la campaña de Cuba, medalla de plata conmemorativa de la Jura de Alfonso XIII, cruz y placa de la Orden de San Hermenegildo (quinto nieto de Pedro de Aristeguieta e Irigoyen, señor de la casa solar de Echeverría en Igueldo, primo hermano del III marqués consorte, y de su esposa Ana María de Iriarte y Artano).

1. Casó con María del Coro de Machimbarrena y Blasco (1872-1938). Con sucesión.

Rehabilitado en 1954 por: 
- Arcadio Carrasco y Fernández-Blanco, Mena y Dávila, Mena y Balsera, Aristeguieta y Corchado (1909-1992), VII marqués de la Paz, abogado, uno de los fundadores de Falange Española de las JONS en la provincia de Badajoz, luchó en la Guerra Civil Española y fue jefe provincial del Movimiento en Badajoz, jefe provincial de Falange para las provincias de Huelva y Cádiz, letrado segundo de la Beneficencia Provincial de Madrid, cabo voluntario de la División Azul en el Frente de Rusia, jefe del Sindicato Nacional de la Piel, jefe del Sindicato Nacional de Textil, procurador en Cortes entre 1943 y 1954, recaudador de Hacienda de la Zona de Universidad de Madrid, comendador con placa de la Orden de Cisneros, medalla de plata Orden al Mérito en el Trabajo de primera clase, medalla de la Campaña de Invierno en el Este 1941-1942 creada por el Führer, caballero de la Orden de la Corona de Italia (bisnieto de Pedro de Mena y Salazar, capitán de los Ejércitos Nacionales, y de su esposa María de la Concepción de Aristeguieta y Alzolarás, azafata de la Reina Isabel II, hija de los IV marqueses).

1. Casó con María de Guadalupe Calero y Orozco (1909-2005). Le sucedió su nieta paterna:

- María de Guadalupe Carrasco y Romojaro (1962-   ), VIII marquesa de la Paz (hija de Pedro Carrasco y Calero, hijo del VII marqués, y de su esposa María del Pilar Romojaro y Vázquez).